# علم الإجرام العصبي
علم الإجرام العصبي (بالإنجليزية: Neurocriminology)‏ هو فرع ناشئ من علم الجريمة الاجتماعي الحيوي وعلم الإجرام، حيث طُبّقت فيه تقنيات تصوير الدماغ ومبادئ العلوم العصبية للفهم والتنبؤ والوقاية من الجريمة.

## المفهوم
على الرغم من أن الجريمة تعد جزئيًا مشكلة اجتماعية وبيئية، فإن الفكرة الرئيسية وراء علم الإجرام العصبي (المعروف أيضًا باسم "القانون العصبي") هي أن حالة دماغ الفرد غالبًا ما يجب أن تكون جزءًا من التحليل لفهم الأمر بشكل كامل. ويمكن أن تشمل هذه الحالات أورام المخ، والذهان، والشخصية الاجتماعية، والمشي أثناء النوم، والعديد من الحالات الأخرى. وقد كانت نظريات الدماغ الغير اعتيادية دائمًا جزءًا من العلم الجنائي الحيوي، الذي يفسر الجريمة بأسباب بيولوجية. وقد أصبح علم الإجرام العصبي أكثر شيوعاً خلال العقدين الماضيين، نظرًا لتركيز علماء الجنائية الحيوية المعاصرين بشكل شبه حصري على الدماغ، بسبب التقدم الكبير الذي حققته العلوم العصبية. على الرغم من أنها لا تزال تتعارض مع النظريات الاجتماعية التقليدية للجريمة، إلا أنها تصبح أكثر شيوعًا في المجتمع العلمي.

## الأصول
أصول العلم العصبي للجريمة تعود إلى أحد مؤسسي علم الجريمة الحديث، وهو الطبيب النفسي الإيطالي والطبيب السجني في القرن التاسع عشر، تشيزري لومبروزو، الذي كان يعتقد أن الجريمة تنشأ من تشوهات الدماغ، وكان ذلك يستند جزئياً إلى نظريات فرينولوجية، أي علم فراسة الدماغ ومعرفة قوى الإنسان العقلية من شكل جمجمة وحجم رأس الإنسان. قام لومبروزو بإجراء فحص شامل لقاتل متسلسل واغتصابي، الذي كان لديه تجويف غير عادي في قاعدة الجمجمة. اكتشف لومبروزو جزءًا فارغًا في دماغ القاتل حيث يجب أن يكون الدماغ الصغير(المخيخ). كانت نظرية لومبروزو هي أن الجريمة تنشأ جزئياً من فسيولوجية الدماغ غير الطبيعية، وأن المجرمين العنيفين هم من النماذج البشرية الأقل تطورًا والمعرفة تكون من خلال الخصائص الجسدية، مثل الفك الكبير والجبهة المائلة. قام العلماء العصبيون المعاصرون بتطوير فكرة لومبروزو بأن فسيولوجية وصفات الدماغ تكمن وراء جميع الجرائم. قُدّم مصطلح "العلم العصبي للجريمة" لأول مرة من قبل جيمس هيلبورن (مركز الإدراك في كندا)، وتبناه الباحث الرائد في هذا المجال، الدكتور أدريان رين، رئيس قسم العلوم الجنائية في جامعة بنسلفانيا. وكان أول من أجرى دراسة صور الدماغ على المجرمين العنيفين.

## الدراسات الفسيولوجية العصبية
تشير الدراسات التي تركز على النقص الهيكلي إلى أن الأشخاص الذين يتصرفون بشكل مضاد للمجتمع بشكل مستمر لديهم أدمغة معيبة من الناحية الهيكلية. يمكن أن تكون الشواذ إما ذات طابع عام أو تؤثر على مناطق محددة في الدماغ التي تسيطر على العواطف والعدوانية أو المسؤولة عن القرارات الأخلاقية:
قلة عدد الخلايا العصبية في القشرة الجبهية. أظهرت دراسة عام 2000 أن الأشخاص الذين لديهم سجل من السلوك المضاد للمجتمع المستمر لديهم تقليل بنسبة 11 في المائة في حجم المادة الرمادية في القشرة الجبهية، في حين كان حجم المادة البيضاء طبيعيًا. بالإضافة إلى ذلك، وجدت دراسة ميتا- للتحليل في عام 2009، التي جمعت نتائج 12 دراسة تشريحية لتصوير الدماغ أجريت على السكان المجرمين، وجدت أن القشرة الجبهية للدماغ ضعيفة هيكليًا بالفعل لدى المجرمين.
اللوزة الدماغية غير مكتملة النمو. وجدت دراستان أن اللوزتان الدماغيتان اللوزة الدماغية اليسرى وخاصة اللوزة الدماغية اليمنى  يعانيان من ضعف عند المرضى النفسيين. وكان لدى المرضى النفسيين في المتوسط انخفاض بنسبة 18 في المائة في حجم اللوزة الدماغية اليمنى.
تشوه كهف الحاجز الشفاف. أشارت دراسة عام 2010 إلى أن الأشخاص الذين يعانون من تشوه في كهف الحاجز الشفاف يميلون إلى الإصابة بالاعتلال النفسي واضطراب الشخصية المعادية للمجتمع، ويكون لديهم المزيد من التهم والإدانات بارتكاب الجرائم الجنائية. ويرتبط هذا التشوه في الدماغ بشكل خاص بالسلوك اللاجتماعي أي المعادي للمجتمع المستمر مدى الحياة، أي تجاهل متهور للذات والآخرين وعدم الندم والعدوانية.
زيادة في حجم الحصين، قرن آمون في الدماغ. أشارت دراسة أجريت عام 2004 إلى أن الحصين الأيمن لدى السيكوباثيين، المعتلين نفسيًا الذي يتحكم جزئيًا في العواطف وينظم العدوانية كان أكبر بشكل ملحوظ من الجهة اليسرى. وكان هذا التباين صحيحًا أيضًا في الأشخاص العاديين، لكنه كان أكثر وضوحًا في السيكوباثيين.
زيادة في حجم المخطط. وجدت دراسة أجريت عام 2010 أن الأفراد السيكوباثيين أظهروا زيادة بنسبة 10 في المائة في حجم المخطط.
تلف بالأجسام الأجنبية. تشير العديد من الدراسات التي تتناول تلف الهيكل التركيبي للدماغ بسبب الأجسام الغريبة بأن البالغين الذين يعانون من إصابات في الرأس التي تلحق  الضرر بالقشرة الجبهية يظهرون سلوكًا مندفعًا ومعاديًا لا يتوافق مع معايير المجتمع. هناك عدد كبير من القصص الشهيرة التي تظهر نفس العلاقة السببية. على سبيل المثال، كان غيج رجلًا محترمًا ومحبوبًا ومسؤولًا. في عام 1848، تعرض لأضرار خطيرة في دماغه بعد حادث في البناء عندما دخل قضيب معدني متفجر داخل خده الأيسر السفلي وخرج من الجزء الأوسط العلوي من رأسه. تعافى غيج بسرعة. ومع ذلك، بعد ذلك الحادث أصبح غير منتظم في سلوكه، وغير محترم، وخادش للحياء. فقد تحول غيج من شخص مسيطر على نفسه ومحترم إلى فرد يتمتع بصفات نفسية.
ضحايا الأورام. هناك أيضًا عدد من الحالات الجنائية الشهيرة في الولايات المتحدة تُظهر أن الضرر الذي يتعرض له الدماغ بسبب الأورام يمكن أن يؤدي إلى التحول نفسيًا بنفس الطريقة الناتجة عن الضرر الناجم عن الأجسام الغريبة.
تشارلز ويتمان، على سبيل المثال، كان شابًا درس الهندسة المعمارية في جامعة تكساس. لم يكن لدى ويتمان تاريخ من العنف أو الجريمة. عندما كان طفلًا، حصل على 138 نقطة في اختبار الذكاء في ستانفورد بينيه، حيث احتل المرتبة 99 في المائة. كان عضوًا في الجيش الأمريكي وشارك في الحرب الكورية. في عام 1966، قتل ويتمان أمه وزوجته بشكل غير متوقع، ثم صعد إلى برج الجرس جامعة تكساس، وأطلق النار على الطلاب أسفل البرج، مما أسفر عن مقتل 15 شخصًا وجرح 31 آخرين قبل أن يطلق ضباط الشرطة النار. في رسالته الأخيرة، اشتكى ويتمان من عدم القدرة على السيطرة على أفكاره وطلب إجراء تشريح، الذي كشف عن وجود ورم في منطقة ما تحت المهاد من دماغه، وهو النمو الذي يفترض البعض بأنه كان يضغط على اللوزة الدماغية.

## الدراسات الوظيفية العصبية
على نحو مشابه للدراسات الفسيولوجية العصبية، أظهرت الدراسات العصبية الوظيفية أن أدمغة المجرمين والمرضى النفسيين ليست هياكل مختلفة فحسب، بل تعمل بطريقة مختلفة أيضًا. كما ترون أدناه، فإن 
الاضطرابات الهيكلية والوظيفية تميل إلى التأثير على نفس المناطق في الدماغ. وهذه هي التشوهات  الرئيسية التي تم العثور عليها:
عدم التنشيط في القشرة الجبهية. كما ذكرت العديد من الدراسات أن أدمغة المجرمين العنيفين تعاني من انخفاض كبير في استقلاب الجلوكوز في القشرة.
انخفاض النشاط في اللوزة الدماغية. وجدت دراسة أن الأفراد الذين حصلوا على درجات عالية في الاعتلال النفسي أظهروا انخفاض نشاط في اللوزة الدماغية أثناء اتخاذ القرارات الأخلاقية العاطفية والشخصية.
الخلل الوظيفي في الحزام الخلفي. أظهرت دراستان أن الحزام الخلفي من الدماغ يعمل بشكل سيء لدى المجرمين النفسيين الكبار في السن والمرضى العدوانيين.
انخفاض تدفق الدم الدماغي في التلفيف الزاوي. حيث وجدت دراستان أن انخفاض تدفق الدم الدماغي في التلفيف الزاوي للقتلة والمجرمين المندفعين والعنيفين.
تنشيط أعلى للمناطق الحوفية تحت القشرية. أظهرت دراسة أجريت عام 1998 تنشيطًا أعلى للمناطق الحوفية تحت القشرية لمجموعتين من القتلة التفاعليين والاستباقيين، خاصة في نصف الكرة الأيمن "العاطفي" من الدماغ.
الاضطرابات الوظيفية في الحصين والتلفيف المجاور للحصين. تشير عدد من الدراسات إلى أن هذه المنطقة من الدماغ لا تعمل بشكل صحيح في جرائم القتل ومرتكبي الجرائم العنيفين بشكل عام.

## الإرادة الحرة
على عكس الأب المؤسس لعلم الجريمة، تشيزاري لومبروزو، الذي اعتقد أن الجريمة تنبع جذورها من عوامل بيولوجية وأن المجرمين يفتقرون إلى الإرادة الحرة بشكل كامل، في حين يبدو أن علماء الأعصاب المعاصرين يتخذون موقفاً وسطاً. فهم لا يجادلون أن العوامل البيولوجية وحدها تسبب المشاكل السلوكية، ولكنهم يدركون أن السلوك ينتج عن التفاعل بين البيولوجيا والبيئة. ومع ذلك، فهي أكثر حتمية في وجهات نظرهم. كما كتب عالم الأعصاب ديفيد إيجلمان من جامعة ستانفورد: "قد تكون الإرادة الحرة موجودة (ولكنها ببساطة قد تكون خارج نطاق علمنا الحالي)، ولكن هناك شيئاً واحدًا يبدو واضحًا: إذا كانت الإرادة الحرة موجودة، فإن لديها مساحة صغيرة للعمل فيها. وبإمكانها في أفضل الأحوال، أن تكون عاملًا صغيرًا يركب فوق الشبكات العصبية الضخمة التي شكلتها الجينات والبيئة. في الواقع، قد ينتهي الأمر بالإرادة الحرة إلى أن تكون صغيرة جدًا لدرجة أننا نفكر في نهاية المطاف في اتخاذ القرارات السيئة بنفس الطريقة التي نفكر بها في أي عملية فيزيائية، مثل السكري أو أمراض الرئة".

## الاستخدام القانوني
تستخدم فِرَق الدِّفَاع القانوني في الولايات المتحدة مسح الدِّمَاغ بشكل متزايد كدليل مخفف في محاكمات المجرمين العنيفين ومرتكبي الجرائم الجنسية. انظر إلى قانون علم الأعصاب لمزيد من المعلومات. وفيما يلي بعض القضايا الأكثر شهرة:

### هربرت وينستين
في عام 1991، قام مسؤول إعلانات يبلغ من العمر خمسة وستين عامًا، لم يكن لديه أي سجل سابق في الجريمة أو العنف، بخنق زوجته بعد مشادة كلامية، ثم فتح النافذة وألقى بها من شقتهما في الطابق الثاني عشر. قام فريق الدفاع بإجراء مسح للدماغ باستخدام التصوير بالرنين المغناطيسي والتصوير المقطعي بالانبعاث البوزيتروني. أظهرت الصور أن قطعة كبيرة من القشرة الجبهية للدماغ مفقودة، أي أن كيسًا تحت العنكبوتية كان ينموفي الفص الجبهي الأيسر. استخدم فريق الدفاع هذه الصور للدفاع عن الحجة بأن لدى وينستين قدرة ضعيفة على تنظيم عواطفه واتخاذ قرارات عقلانية. قام الفريق بالدفاع بناءً على ذلك باستخدام الدفاع عن الجنون، ووافق الادعاء العام وفريق الدفاع بالاعتراف بالقتل الخطأ. ونتيجةً لذلك، حُكم على وينستين بالسجن لمدة سبع سنوات، بدلاً من الحكم لمدة خمسة وعشرين عامًا الذي كان سيقضيه لو كان قد أدين بالقتل من الدرجة الثانية. وانتهت فترة حكمه في عام 2006.

### أنطونيو بوستامانتي
كان بوستامانتي مراهقًا ملتزمًا حسن السلوك ولكنه أصبح فجأة في سن الثانية والعشرين مجرمًا محترفًا. شملت جرائمه السرقة والاقتحام وجرائم المخدرات والسطو. في عام 1990، وجهت لبوستامانتي تهمة القتل. اكتشف فريق الدفاع أن العميل قد تعرض لإصابة في الرأس في سن العشرين. تغير سلوك بوستامانتي بشكل جوهري بعد ذلك، مما حوله من شخص طبيعي إلى مجرم دون تحكم عاطفي. أجرى فريق الدفاع فحصًا لدماغ العميل وأظهرت النتائج خللًا في الفص الجبهي الأمامي. في النهاية، صدق المحلفون أن دماغ بوستامانتي ليس طبيعيا وأنقذوه من عقوبة الإعدام.

### دينتا بيج
في عام 1999، ارتكب بيج جريمة سطو واغتصاب وقتل طالبة في دنفر. وبعد ذلك حُكِمَ عليه بالسجن مدى الحياة وكان مرشحاً لعقوبة الإعدام. وقدم البروفيسور أ. راين من جامعة بنسلفانيا شهادة كخبير لصالح الدفاع، وأجرى تقييمًا لوظائف دماغ بيج في مختبر. وأظهرت الصور الشعاعية للدماغ نقصًا ملحوظًا في التنشيط في الفص الجبهي الأمامي البطني. جادل البروفيسور راين من أجل تفسير بيولوجي عميق الجذور لعنف السيد بيج، الذي نجا من عقوبة الإعدام على أساس أمراض دماغه.

## الوقاية من الجريمة
على الرغم من عدم وجود برامج وقائية تستخدم اكتشافات العلم الجريمة العصبي حديثًا، إلا أن هناك عددًا من برامج إعادة تأهيل المجرمين (مركز الإدراك الإدراكي في كندا).

### القرارات القائمة على صور الدماغ
اقترح بعض العلماء استخدام صور الدماغ للمساعدة في تحديد الجناة الذين سيُطلق سراحهم قريبًا والذين يحملون مخاطر أكبر لإعادة الجرائم. وستُستخدم بيانات صور الدماغ إلى جانب العوامل الشائعة مثل العمر والاعتقالات السابقة والحالة الاجتماعية. لدعم هذه الفكرة، في دراسة عام 2013، وجد البروفيسور كنت كيل من جامعة نيو مكسيكو والذي يدرس عينة من 96 مجرم ذكر في سجون الولاية أن المجرمين الذين لديهم نشاط منخفض في قشرة الدماغ الأمامية الذين من المرجح أن يرتكبوا جريمة مرتين في الأربع سنوات بعد إطلاق سراحهم مقارنة بأولئك الذين لديهم نشاط عالي في هذه المنطقة. بالمثل، قام دوستين بارديني بإجراء دراسة تظهر أن الرجال الذين يمتلكون لوزة دماغية صغيرة  أكثر عرضة بثلاث مرات لارتكاب أعمال عنف بعد ثلاث سنوات من إطلاق سراحهم.

### الكيمياء العصبية
أظهرت التجارب فعالية عدد من الأدوية، مثل مضادات الذهان المنشطة ومضادات الاكتئاب ومثبتات المزاج، في تقليل العدوانية لدى المراهقين والأطفال. حتى مكملات أوميغا 3 البسيطة في الوجبات الغذائية للمجرمين الشباب تقلل من الإساءة والعدوان.

### التأمل
يمكن أن يؤثر التأمل أيضًا على الدماغ وحتى يغيره بشكل دائم. في عام 2003، قام البروفيسور ريتشي ديفيدسون من جامعة ويسكونسن بدراسة ثورية. اختِير الأشخاص عشوائياً للدخول إلى مجموعة تدريب التأمل أو مجموعة مراقبة وُضعت في قائمة انتظار للتدريب. أظهر ديفيدسون أنه حتى ثماني جلسات أسبوعية من التأمل عززت أداء مخطط كهربية الدماغ الأمامي الأيسر. تكررت دراسة مماثلة  لها في وقت لاحق من قبل البروفيسور هولزيل.